# Лемниянки
«Лемниянки» — трагедия древнегреческого драматурга Софокла (V век до н. э.) на сюжет, взятый из мифа об аргонавтах. Её текст полностью утрачен за исключением четырёх коротких отрывков.
Действие трагедии происходит на острове Лемнос, где остановились аргонавты во время своего плавания в Колхиду. Местные жительницы во главе с царицей Гипсипилой, перед этим убившие всех своих мужчин, устроили путешественникам радушный приём. 
Известно, что трагедию под названием «Лемнияне, или Лемниянки» написал и Эсхил.